# Vampire (computerspel)
Vampire, ook bekend als Phantomas 2,  is een videospel dat werd uitgegeven door Dinamic en Codemasters. Het spel kwam in 1986 uit voor verschillende platforms. De speler speelt burgerwachter Phantomas (of brok de dappere) en moet de kwade graaf Dracula in zijn kasteel vermoorden. Het kasteel telt 95 kamers en om toegang tot de kerker te krijgen zijn er vijf sleutels nodig.

## Platforms
| Jaar | Platform                      |
| ---- | ----------------------------- |
| 1986 | Amstrad CPC, MSX, ZX Spectrum |
| 1987 | Commodore 64                  |

## Ontvangst
| Beoordeeld door | Jaar | Platform     | Score |
| --------------- | ---- | ------------ | ----- |
| Zzap!64         | 1987 | Commodore 64 | 34%   |